# Ferenc Szálasi
Ferenc Szálasi, född 6 januari 1897 i Kassa i Österrike-Ungern, död 12 mars 1946 i Budapest i Ungern, var en ungersk politiker. Han var pilkorsrörelsens ledare och Ungerns premiärminister 1944–1945.

## Biografi
Szálasi föddes i nuvarande Slovakien. I unga år tog han värvning och deltog i första världskriget. Under en tid var han officer vid generalstaben för att på 1930-talet sadla om och bli politiker. År 1935 grundade han Nationella viljans parti som baserades på rasism och ungersk chauvinism. Regimen förbjöd partiet, men Szálasi stiftade 1937 ett nytt parti, Ungerns nationalsocialistiska parti. Uppeldat av Tysklands annektering av Österrike, Anschluss, 1938 blev partiet alltmer radikalt. Detta föranledde ungersk säkerhetspolis att gripa Szálasi och han sattes i fängelse. Han frisläpptes 1940 och blev riksledare för pilkorsrörelsen.
Med tysk assistans genomförde Szálasi den 15 oktober 1944 en statskupp och ledde en pronazistisk regim vars terror huvudsakligen riktade sig mot judar och vänsteranhängare. Pilkorsrörelsen hade ett nära samarbete med Adolf Eichmann, vilket innebar att 60 000 judar skickades till tvångsarbete (munkaszolgalat), varav cirka 30 000 deporterades till förintelseläger i Polen, främst Auschwitz. 
När tyskarna våren 1945 drevs ut ur Ungern upplöstes pilkorsrörelsen och flera av dess ledande gestalter flydde. Szálasi arresterades av amerikanska trupper i München i det ockuperade Tyskland omedelbart efter andra världskrigets slut och utlämnades samma år till Ungern, där han i Budapest ställdes inför en folkdomstol. Han dömdes till döden för krigsförbrytelser och brott mot mänskligheten. Den 12 mars 1946 avrättades han offentligt genom hängning tillsammans med Károly Beregfy, Gábor Vajna och József Gera.